# Rusiec (województwo łódzkie)
Rusiec (dawne miasto) – wieś w Polsce, położona w województwie łódzkim, w powiecie bełchatowskim, w gminie Rusiec. Siedziba gminy Rusiec.
W latach 1975–1998 wieś położona była w województwie sieradzkim.
Rusiec uzyskał lokację miejską przed 1609 rokiem, zdegradowany w 1741 roku.
W 1943 Niemcy wprowadzili nazwę okupacyjną Rustitz.

## Integralne części wsi
| części wsi | Gidze, Kamionna, Kliny, Koszary, Krasowa, Łęg, Maliniec, Okręg, Orzeł, Rusiec-Cegielnia, Rusiec-Kolonia, Zolowy, Żary |

## Toponimia
Nazwa miejscowości pochodzi od rudej gleby, rusej, pierwszy raz wzmiankowana w 1389 jako Ruszyecz. W 1483 Russyecz, a w XVI wieku Rusyecz albo Ruszczs.

## Historia
Rusiec w zachowanych źródłach pisanych odnotowano po raz pierwszy w 1386 r. (jako Russzyecz), przy okazji nadania przez króla Władysława Jagiełłę tej wsi oraz innych posiadłości na terenie Wielkopolski Sędziwojowi Pałuce z Szubina, wojewodzie kaliskiemu i staroście łęczyckiemu. Praktycznie aż do 1864 r. miejscowość pozostawała w rękach prywatnych, chociaż dość często zmieniali się jej właściciele. W 1452 r. z rąk Borka z Ruśca trafiła ona na kilkanaście lat w posiadanie znanego rodu Koniecpolskich, zakupiona przez ówczesnego kanclerza Królestwa Polskiego Jana Koniecpolskiego, który już w 1467 r. zbył ją na rzecz Jana Zaremby (Zaręby) z Kalinowej. Po 1555 r. Rusiec trafił we władanie Toporczyków Korycińskich, którzy utrzymywali się tutaj do roku 1569. W XVII w. właścicielami majętności zostali ponownie Koniecpolscy (w latach 1603–1676), a następnie trafiła ona w ręce Walewskich. Po roku 1864 Rusiec został wsią rządową.
Miejscowa parafia została erygowana, na prośbę miejscowego dziedzica i kasztelana sieradzkiego Jana Koniecpolskiego, dopiero 8 grudnia 1643 r. przez arcybiskupa gnieźnieńskiego Macieja Łubieńskiego. Do tego czasu Rusiec należał do parafii w Restarzewie, znajdującej się w dekanacie szadkowskim archidiakonu uniejowskiego.
Niekiedy Rusiec bywa odnotowany w części opracowań jako wieś, a następnie miasteczko o nazwie Toporów (w posiadaniu Starżów Toporczyków), chociaż ta wersja nie znajduje potwierdzenia źródłowego, podobnie jak przypisywania przynależność miejscowości w latach 1555–1596 do Zebrzydowskich, herbu Radwan.
W II poł. XVI wieku Korycińscy, wznieśli tutaj obronny murowany dwór wieżowy (porównywany niekiedy formalnie do nieco starszej, królewskiej siedziby Zygmunta Starego w Piotrkowie Trybunalskim), przy którym, po 1603 r., prowadził najprawdopodobniej jakieś prace również wojewoda Aleksander Koniecpolski. Obiekt został rozebrany w 1911 r., a stał w miejscu obecnego placu Włodzimierza Kałuziaka. Materiał z baszty wykorzystany został do budowy murowanego ogrodzenia wokół kościoła.
W Ruścu urodził się 12 listopada 1894 r. w rodzinie miejscowego organisty Edmund Krysiak. W 1918 r. jako „Sokół” był zastępcą dowódcy kompanii POW liczącej 150 żołnierzy. W 1920 r. walczył w szeregach 26 pp. przeciwko bolszewikom, został ciężko ranny. Po wojnie na stanowisku kierownika szkoły pracował do 1939 r. w Dąbrowie Górniczej. Został osadzony przez Niemców w Mauthausen, gdzie zmarł 31 sierpnia 1945 r.
W latach 1988–1990 w parafii Nawiedzenia Najświętszej Maryi Panny w Ruścu, jako wikariusz pracował kardynał Konrad Krajewski.

## Położenie
Rusiec położony jest w centralnej Polsce, w pasie Nizin Środkowopolskich, makroregionie Niziny Południowowielkopolskiej, mezoregionalnie Wyżyny Wieluńskiej i Kotliny Szczercowskiej. Leży w zachodniej części powiatu bełchatowskiego, w dorzeczu rzeki Nieciecz i Krasówki.
Bezpośrednio graniczy z powiatem wieluńskim, łaskim i pajęczańskim.
Położona jest na szlaku 74 Wieluń – Kielce.
Ogólna powierzchnia gminy Rusiec wynosi 9897,08 ha. Grunty orne zajmują powierzchnię 5100 ha, co stanowi 51% ogólnej powierzchni gminy.
W Gminie Rusiec znajduje się stacja przeładunkowa magistrali węglowej z Dąbrowy Górniczej i Katowic do Gdyni, o możliwościach przeładunkowych 200 t/dobę.
Odległość gminy od wielkomiejskich ośrodków przemysłowych i regionalnych ośrodków wzrostu wynosi: od Warszawy – 190 km, od Wrocławia 150 km, od Łodzi – 80 km, od Częstochowy – 70 km, od Wielunia – 35 km, od Bełchatowa – 30 km.
Gmina charakteryzuje się dobrym stopniem skomunikowania się z resztą kraju, jak i najbliższymi aglomeracjami oraz ośrodkami miejskimi.

## Zabytki
- Neogotycki kościół parafialny pw. Nawiedzenia Najświętszej Marii Panny z 1912 r.

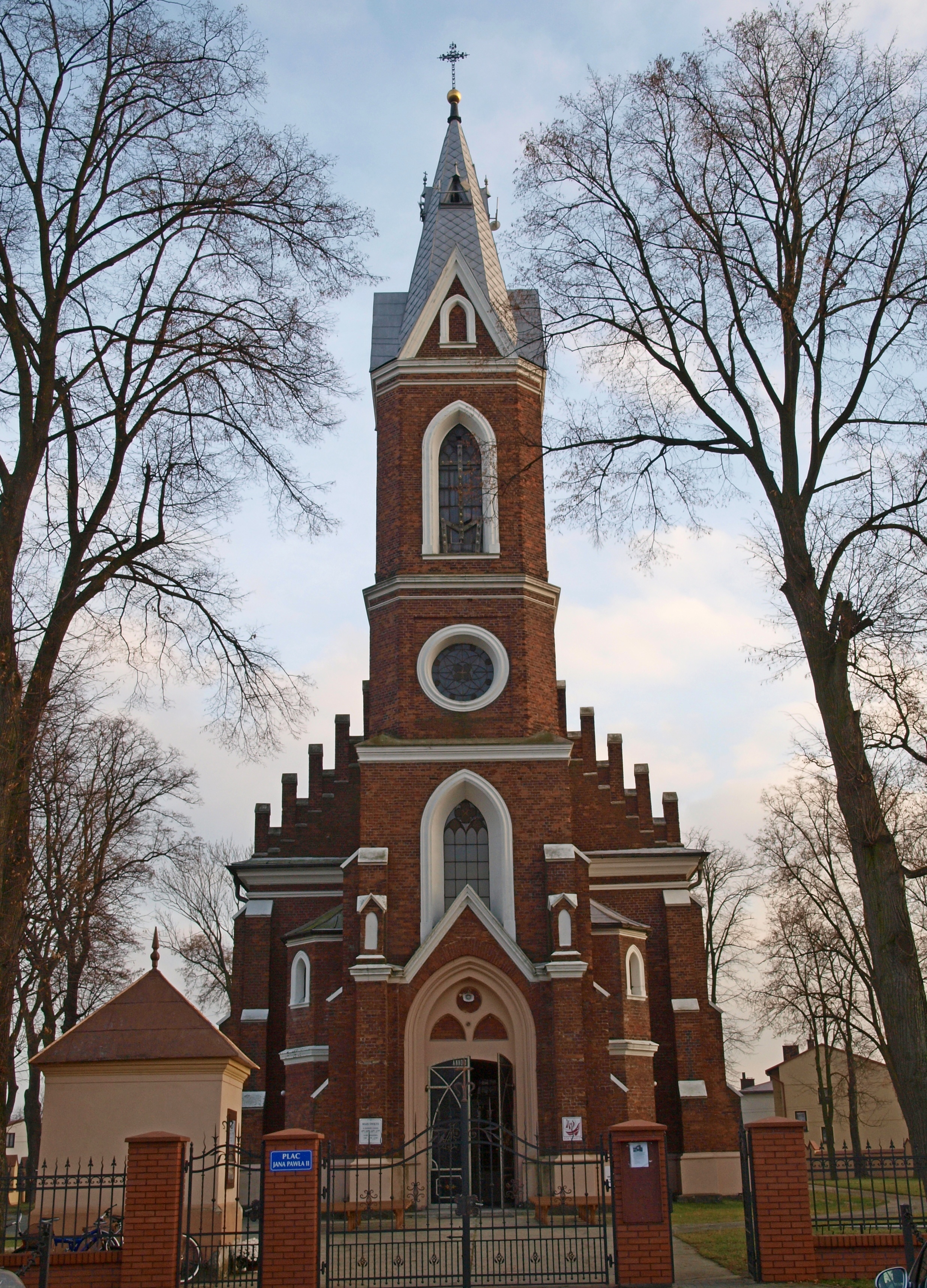
Neogotycki kościół parafialny

## Kultura
- Gminny Ośrodek Kultury w Ruścu
- Gminna Biblioteka Publiczna w Ruścu
- Amatorska Orkiestra Dęta im. K. Namysłowskiego w Ruścu[14]